# Gospelpreludes boek 4
Gospelpreludes boek 4 is een verzameling composities van William Bolcom. Het was de laatste in een reeks die begon in 1979 toen het American Guild of Organists opdracht gaf voor Gospelpreludes (boek 1). Bolcom componeerde in totaal twaalf instrumentale preludes verdeeld over vier boeken op basis van gospels en hymnes. Bolcom staat bekend om zijn mengeling van stijlen in zijn werk, van klassieke muziek tot klassieke muziek uit de 20e eeuw en jazz.
In boek 4 zijn (net als in de andere boeken) drie preludes ondergebracht:
1. Sometimes I feel like a motherless child is een stuk dat jazzy begint, maar steeds verder ontspoort in dissonantie; het is opgedragen aan  Marvin Gaye, die op 1 april 1984 door zijn vader vermoord werd; het werk valt ten slotte stil, zonder dat er van een muzikaal eind sprake is;
2. Sweet hour of pray ligt meer in de lijn van klassieke orgelmuziek met een melodielijn in de bovenstem met begeleiding in de onderstem; chromatiek wijst op een 20e-eeuwse compositie
3. Vrije fantasie op O Zion haste en How firm a foundation; O Zion haste is vrij rustig en gaat over in het bluesy en jazzy uitbundige How firm a foundation, maar besluit met een flink aantal dissonanten.

Voor wat betreft die laatste hymne stapte Bolcom in de voetsporen van Virgil Thomson, die het How firm a foundation al gebruikte in zijn muziek voor de film The River.
De in de Verenigde Staten beroemde organiste Marilyn Mason speelde het drietal op een conventie van de opdrachtgever, dat plaatsvond in juni/juli 1986 in Detroit. Mason bespeelde het orgel van de Universiteit van Michigan.